# دارلینگ‌هرست، نیو ساوت ولز
دارلینگ‌هرست (به انگلیسی: Darlinghurst) یک حومه شهر در استرالیا است که در نیو ساوت ولز واقع شده‌است.